# منتخب كولومبيا لهوكي الجليد للرجال
منتخب كولومبيا لهوكي الجليد للرجال هو ممثل كولومبيا الرسمي في المنافسات الدولية في هوكي الجليد
.